# Triple saut féminin aux championnats du monde d'athlétisme 2017
Pour un article plus général, voir Championnats du monde d'athlétisme 2017.
Navigation
Pékin 2015 Doha 2019
L'épreuve du triple saut féminin des championnats du monde de 2017 se déroule les 5 et 7 août 2017 dans le Stade olympique de Londres, au Royaume-Uni. Elle est remportée par la Vénézuélienne Yulimar Rojas.

## Records et performances

### Records
Les records du triple saut femmes (mondial, des championnats et par continent) étaient avant les championnats 2017 les suivants :  
| Record                    | Athlète                | Pays       | Distance | Lieu         | Date                        |
| ------------------------- | ---------------------- | ---------- | -------- | ------------ | --------------------------- |
| Record du monde           | Inessa Kravets         | Ukraine    | 15,50 m  | Göteborg     | 10 août 1995                |
| Record des championnats   | Inessa Kravets         | Ukraine    | 15,50 m  | Göteborg     | 10 août 1995                |
| Record d'Afrique          | Françoise Mbango Etone | Cameroun   | 15,39 m  | Beijing      | 17 août 2008                |
| Record d'Asie             | Olga Rypakova          | Kazakhstan | 15,25 m  | Split        | 4 septembre 2010            |
| Record d'Amérique du Nord | Yargeris Savigne       | Cuba       | 15,28 m  | Osaka        | 31 août 2007                |
| Record d'Amérique du Sud  | Caterine Ibargüen      | Colombie   | 15,31 m  | Monaco       | 18 juillet 2014             |
| Record d'Europe           | Inessa Kravets         | Ukraine    | 15,50 m  | Göteborg     | 10 août 1995                |
| Record d'Océanie          | Nicole Mladenis        | Australie  | 14,04 m  | Hobart Perth | 9 mars 2002 7 décembre 2003 |

### Meilleures performances de l'année 2017
Les dix athlètes les plus performants de l'année sont, avant les championnats, les suivants (plein air).
Caterine Ibargüen (Colombie) a réalisé des bonds à 15,02 et 15,18 m lors de la compétition à Eugene (Oregon) mais été dotée de vents trop favorables. Elle réalisa également 15,08 m à Toronto lors des Jeux panaméricains mais le vent fut trop venté à nouveau.
Gabriela Petrova réalisa quant à elle 14,85 m lors des Championnats d'Europe par équipes mais le vent était également trop favorable.
|    | Athlète               | Pays       | Distance | Lieu                  | Date            |
| -- | --------------------- | ---------- | -------- | --------------------- | --------------- |
| 1  | Yulimar Rojas         | Venezuela  | 14,96 m  | Andújar               | 2 juin 2017     |
| 2  | Caterine Ibargüen     | Colombie   | 14,86 m  | Monaco                | 21 juillet 2017 |
| 3  | Olga Rypakova         | Kazakhstan | 14,64 m  | Rome                  | 8 juin 2017     |
| 4  | Núbia Soares          | Brésil     | 14,56 m  | São Bernardo do Campo | 11 juin 2017    |
| 5  | Kimberly Williams     | Jamaïque   | 14,54 m  | Monaco                | 21 juillet 2017 |
| 6  | Liadagmis Povea       | Cuba       | 14,45 m  | La Havane             | 24 mai 2017     |
| 7  | Patrícia Mamona       | Portugal   | 14,42 m  | Rome                  | 8 juin 2017     |
| 8  | Kristin Gierisch      | Allemagne  | 14,40 m  | Erfurt                | 9 juillet 2017  |
| 9  | Jeanine Assani-Issouf | France     | 14,39 m  | Marseille             | 16 juillet 2017 |
| 10 | Shanieka Ricketts     | Jamaïque   | 14,38 m  | Madrid                | 14 juillet 2017 |

## Critères de qualification
Pour se qualifier pour les championnats, il faut avoir franchi 14,10 m ou plus entre le 1er octobre 2016 et le 23 juillet 2017.

## Médaillées
| Or            | Argent            | Bronze        |
| Yulimar Rojas | Caterine Ibargüen | Olga Rypakova |

## Résultats

### Finale
| Rang               | Nom                     | Nationalité | Saut     | Saut    | Saut    | Saut    | Saut    | Saut    | Marque   | Notes |
| Rang               | Nom                     | Nationalité | 1        | 2       | 3       | 4       | 5       | 6       | Marque   | Notes |
| ------------------ | ----------------------- | ----------- | -------- | ------- | ------- | ------- | ------- | ------- | -------- | ----- |
| Médaille d'or      | Yulimar Rojas           | Venezuela   | 14,55 m  | 14,82 m | 14,83 m | 13,69 m | 14,91 m | 14,50 m | 14,91 m  |       |
| Médaille d'argent  | Caterine Ibargüen       | Colombie    | 14,67 m  | 14,69 m | 14,89 m | 14,80 m | 14,71 m | 14,88 m | 14,89 m  | SB    |
| Médaille de bronze | Olga Rypakova           | Kazakhstan  | 14,45 m  | x       | 14,77 m | 14,32 m | 14,52 m | 14,36 m | 14,77 m  | SB    |
| 4                  | Hanna Knyazyeva-Minenko | Israël      | 14,11 m  | 14,04 m | 14,29 m | x       | 14,42 m | 13,97 m | 14,42 m  | SB    |
| 5                  | Kristin Gierisch        | Allemagne   | 14,16 m  | 14,23 m | 14,30 m | x       | 13,84 m | 14,33 m | 14,33 m  |       |
| 6                  | Anna Jagaciak           | Pologne     | 14,13 m  | 14,25 m | 14,13 m | 14,05 m | 14,02 m | 13,88 m | 14,25 m  |       |
| 7                  | Ana Peleteiro           | Espagne     | 13,92 m  | x       | 14,23 m | x       | −       | −       | 14,23 m  | PB    |
| 8                  | Shanieka Ricketts       | Jamaïque    | 14,13 m  | 14,04 m | 14,10 m | 13,82 m | 13,81 m | 14,01 m | 14,13 m  |       |
| 9                  | Patrícia Mamona         | Portugal    | x        | 14,04 m | 14,12 m |         |         |         | 14,12 m  |       |
| 10                 | Kimberly Williams       | Jamaïque    | 14.,01 m | x       | 13,95 m |         |         |         | 14.,01 m |       |
| 11                 | Susana Costa            | Portugal    | x        | 13,99 m | 13,97 m |         |         |         | 13,99 m  |       |
| 12                 | Neele Eckhardt          | Allemagne   | 13,94 m  | 13,97 m | 11,81 m |         |         |         | 13,97 m  |       |

### Qualification
Qualification : 14.20 m (Q) ou les 12 meilleures performeuses (q).
| Rang | Groupe | Nom                     | Nationalité | Essai 1 | Essai 2 | Essai 3 | Marque | Notes   |
| ---- | ------ | ----------------------- | ----------- | ------- | ------- | ------- | ------ | ------- |
| 1    | B      | Olga Rypakova           | Kazakhstan  | 14.57   |         |         | 14.57  | (Q)     |
| 2    | A      | Yulimar Rojas           | Venezuela   | 14.17   | 14.52   |         | 14.52  | (Q)     |
| 3    | A      | Susana Costa            | Portugal    | 13.83   | 13.88   | 14.35   | 14.35  | (Q, PB) |
| 4    | B      | Patrícia Mamona         | Portugal    | 13.97   | 14.29   |         | 14.29  | (Q)     |
| 5    | B      | Kristin Gierisch        | Allemagne   | 14.11   | x       | 14.25   | 14.25  | (Q)     |
| 6    | B      | Shanieka Ricketts       | Jamaïque    | 13.93   | 14.21   |         | 14.21  | (Q)     |
| 7    | B      | Caterine Ibargüen       | Colombie    | 14.21   |         |         | 14.21  | (Q)     |
| 8    | B      | Hanna Knyazyeva-Minenko | Israël      | x       | 14.17   | 13.72   | 14.17  | (q)     |
| 9    | A      | Kimberly Williams       | Jamaïque    | 14.09   | x       | 14.14   | 14.14  | (q)     |
| 10   | A      | Anna Jagaciak           | Pologne     | 14.09   | 13.72   | 14.04   | 14.09  | (q)     |
| 11   | B      | Ana Peleteiro           | Espagne     | 13.84   | 14.07   | 13.09   | 14.07  | (q)     |
| 12   | A      | Neele Eckhardt          | Allemagne   | 11.95   | 13.97   | 14.07   | 14.07  | (q)     |
| 13   | B      | Tori Franklin           | États-Unis  | x       | 14.03   | 12.96   | 14.03  |         |
| 14   | B      | Elena Panțuroiu         | Roumanie    | 13.91   | 14.01   | 14.02   | 14.02  |         |
| 15   | B      | Dovilė Dzindzaletaitė   | Lituanie    | 13.97   | x       | 13.43   | 13.97  |         |
| 16   | A      | Kristiina Mäkelä        | Finlande    | 13.92   | 13.69   | 13.77   | 13.92  |         |
| 17   | A      | Gabriela Petrova        | Bulgarie    | 13.66   | 13.90   | 13.66   | 13.90  |         |
| 18   | A      | Jeanine Assani Issouf   | France      | x       | 13.87   | 13.67   | 13.87  |         |
| 19   | B      | Thea Lafond             | Dominique   | 13.38   | 13.82   | 13.50   | 13.82  |         |
| 20   | A      | Paraskeví Papahrístou   | Grèce       | 13.40   | x       | 13.75   | 13.75  |         |
| 21   | A      | Tânia da Silva          | Brésil      | 13.74   | 13.70   | 13.14   | 13.74  |         |
| 22   | A      | Liadagmis Povea         | Cuba        | 13.44   | x       | 13.55   | 13.55  |         |
| 23   | B      | Nadia Eke               | Ghana       | x       | 13.25   | 13.54   | 13.54  |         |
| 24   | B      | Tamara Myers            | Bahamas     | x       | x       | 13.41   | 13.41  |         |
| 25   | A      | Fátima Diame            | Espagne     | 12.97   | 13.28   | 13.36   | 13.36  |         |
| 26   | A      | Mariya Ovchinnikova     | Kazakhstan  | 13.18   | 12.90   | x       | 13.18  |         |

## Légende
Records et Performances
- AR : Record continental (area record)
- CR : Record des championnats (championship record)
- MR : Record du meeting (meet record)
- NR : Record national (national record)
- OR : Record olympique (olympic record)
- PR : Record paralympique (paralympic record)
- PB : Record personnel (personal best)
- SB : Meilleure performance personnelle de la saison (season's best)
- WL : Meilleure performance mondiale de l'année (world leader)
- WJR : Record du monde junior (world junior record)
- WR : Record du monde (world record)

Circonstances et Conditions
- DNF : N'a pas terminé (did not finish)
- DNS : N'a pas pris le départ (did not start)
- DQ : Disqualification (disqualification)
- NM : Aucun essai valable enregistré (No Mark)
- Q : Qualifié « directement » au prochain tour (ou à la prochaine compétition), lors d'une compétition majeure, grâce au classement ou à la réalisation des minima (automatic qualifier)
- q : Qualifié au prochain tour (ou à la prochaine compétition), lors d'une compétition majeure, grâce au repêchage ou à la réalisation de l'une des meilleures performances parmi celles des « non qualifiés directement » (grâce au meilleur temps ou à la meilleure distance par exemple) (secondary qualifier)